# Hervé Berville
Pour les articles homonymes, voir Berville.
Hervé Berville, né le 15 janvier 1990 à Madanzh-Buhimga (Rwanda), est un homme politique français.
Membre de Renaissance, il est élu député en 2017 dans la deuxième circonscription des Côtes-d'Armor, puis réélu en 2022 et en 2024.
Du 4 juillet 2022 au 11 janvier 2024, il est secrétaire d'État à la Mer du gouvernement Élisabeth Borne. Il est maintenu au sein du gouvernement Gabriel Attal, à partir du 8 février 2024, avec un portefeuille élargi à la Biodiversité.

## Biographie

### Famille et enfance
Hervé Berville est un orphelin tutsi né le 15 janvier 1990 et évacué de son pays par l'armée française au début du génocide des Tutsis au Rwanda de 1994. Il est adopté par un couple de Bretons de Pluduno, dans les Côtes-d'Armor, en 1994. Dans sa famille d'adoption, il est le cadet d'une fratrie de cinq enfants, son père est chaudronnier et sa mère laborantine à l’hôpital.

### Études
Passé par le lycée Les Cordeliers (Dinan) et par une classe préparatoire aux grandes écoles littéraires au lycée Ernest-Renan (Saint-Brieuc), Hervé Berville est diplômé de l'Institut d'études politiques de Lille (promotion 2013 en commerce et finance internationale) puis à la London School of Economics,, où il obtient une maîtrise universitaire ès sciences en histoire économique en 2013. 

### Parcours professionnel
En 2013, il occupe un poste de volontaire international en administration, à Maputo (Mozambique) pour l’Agence française de développement (AFD), en tant qu'« économiste en relation avec le Service économique régional de Prétoria, Afrique du Sud ».
En 2016, il est chargé de programme au Kenya pour une executive summer school du Stanford Institute for Innovation in Developing Countries, le Seed Transformation Program.

## Parcours politique

### Engagement et député
Engagé dès l’automne 2015 au sein des Jeunes avec Macron, il devient référent pour les Côtes-d’Armor à l’occasion de son retour en Bretagne en décembre 2016. Il est alors également chargé, pendant la campagne présidentielle, de porter dans sa région le programme économique.
Désigné candidat La République en marche ! (LREM) dans la 2e circonscription des Côtes-d’Armor pour les élections législatives de 2017, il arrive en tête au premier tour de l’élection avec 38,85 % des voix. Il est élu député au second tour, avec 64,17 % des voix. Le 27 juin 2017, il est nommé porte-parole du groupe parlementaire LaREM. 
Il est membre de la commission des Affaires étrangères à l'Assemblée nationale.
À partir de septembre 2017, Hervé Berville est membre du conseil d'administration de l'Agence française de développement au titre de son poste de député. 
En 2019, il est choisi par Emmanuel Macron pour représenter la France lors de la 25e commémoration du génocide des Tutsis au Rwanda à Kigali,. 
Il est proche de Richard Ferrand.

### Élections législatives de 2022
Lors des élections législatives de 2022 dans la 2e circonscription des Côtes-d’Armor, il est candidat à sa succession pour la majorité présidentielle (Ensemble). En tête au premier tour avec 36,91 % des suffrages exprimés, il est réélu à l'issue du second tour avec 55,83 % des suffrages exprimés, face à Bruno Ricard, candidat de la NUPES.

### Secrétaire d'État à la Mer
Le 4 juillet 2022, Hervé Berville est nommé secrétaire d'État à la Mer auprès de la Première ministre au sein du gouvernement Élisabeth Borne, succédant à Justine Benin.
Après les révélations du Monde sur les conditions du naufrage du 24 novembre 2021 dans la Manche, qui a fait 27 morts, et la recommandation des gendarmes de mener des « investigations complémentaires » pour mettre à jour une éventuelle « non-assistance à personne en danger », Hervé Berville prévient que « toute la lumière devra être faite » et promet une enquête interne, dont les gendarmes constateront qu'elle n'a en fait pas été ouverte. Le même jour, par courrier, il « assure » les sauveteurs mis en cause de son « soutien et du soutien du gouvernement ». La préfecture maritime n'a cessé de féliciter les membres du Cross, dont 7 sont pourtant mis en examen,.
Sur la question de la pêche, il déclare en 2023 que la France est « totalement » opposée à l’interdiction du chalutage de fond, une technique de pêche controversée en raison de ses conséquences sur la biodiversité, dans les aires marines protégées. Il accuse par la suite le projet de « Plan d’action pour l’océan » de la Commission européenne de « condamner » la pêche artisanale française. Ces prises de positions sont critiquées par les associations de protection de l'environnement, qui accusent le ministre d'instrumentaliser les craintes des pêcheurs pour soutenir le lobby industriel du chalut.
Il est maintenu au gouvernement de Gabriel Attal au poste de secrétaire d’État à la Mer et à la Biodiversité, à partir du 8 février 2024. À la différence du gouvernement précédent, son ministre de tutelle n'est pas le Premier ministre, mais le ministre de la Transition écologique et de la Cohésion des territoires, Christophe Béchu.

### Retour à la députation
Le 7 juillet 2024, Hervé Berville est réélu député en 2024 à la suite des élections législatives anticipés dans la deuxième circonscription des Côtes-d'Armor avec 63,63% des suffrages exprimés. Il n'est pas reconduit dans le gouvernement de Michel Barnier. 
Il prend par la suite « ses distances avec la macronie », relève Le Nouvel Obs.
Le 21 mars 2025, par décret du Premier ministre, il est chargé d'une mission temporaire ayant pour objet l'utilisation de l'intelligence artificielle dans le domaine maritime. 

## Décoration
- Commandeur de l'ordre du Mérite maritime (2022) de droit en tant que secrétaire d'État chargé de la Mer[32],[33].

## Pour approfondir